# Anne-Karine Strøm
Anne-Karine Strøm (Oslo, 15 ottobre 1951) è una cantante norvegese.
Lei è madre del compositore norvegese di musica classica contemporanea Marcus Paus.

## Carriera
Ha partecipato all'Eurovision Song Contest in tre occasioni, due volte da solista e una in gruppo. In particolare nell'edizione del 1973 svoltasi in Lussemburgo ha partecipato come membro del gruppo Bendik Singers con il brano It's Just A Game, classificandosi al settimo posto; nel 1974 ha gareggiato con la canzone The First Day of Love, eseguita da solista ma accompagnata dal gruppo Bendik Singers, classificandosi al quattordicesimo posto; ed infine nel 1976 ha partecipato con il brano Mata Hari chiudendo la gara al diciottesimo e ultimo posto.
In tutte le occasioni ha gareggiato in rappresentanza della Norvegia.